# Ewelina Nowicka

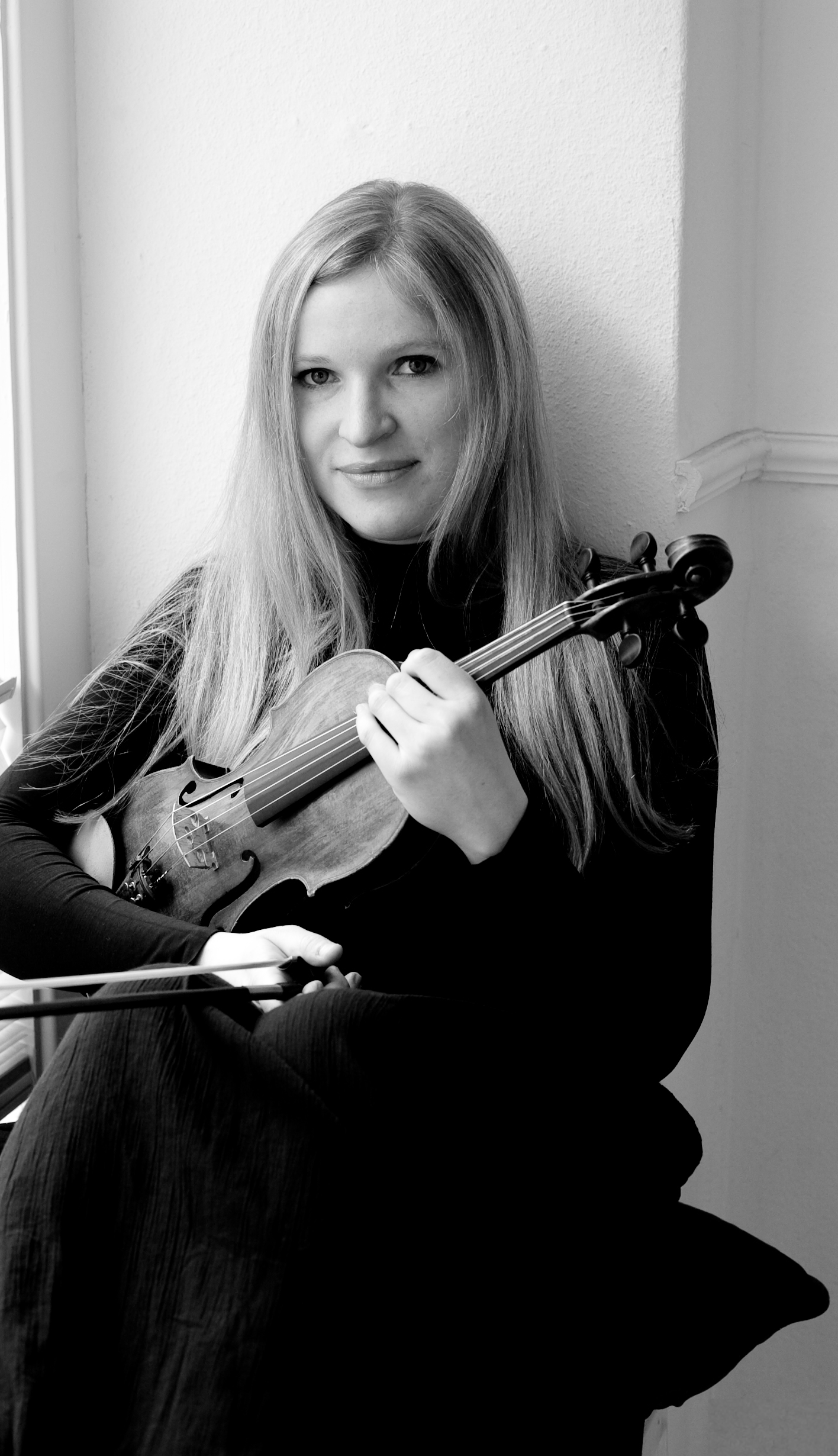
Ewelina Nowicka, 2010

Ewelina Nowicka (* 1982 in Danzig) ist eine polnische Geigerin und Komponistin.

## Leben
Ewelina Nowicka stammt aus einer Künstlerfamilie und kam so sehr früh mit der Schauspielerei in Berührung. Ihre Eltern sind beide Schauspieler, vor allem ihre Mutter Wanda Neumann ist in vielen polnischen Nachkriegsfilmen zu sehen. Ihre Großmutter väterlicherseits, Sabina Nowicka, war Mitbegründerin und erste Leiterin des Großen Theaters in Łódź.
Ewelina Nowicka besuchte in Danzig die staatliche Musikschule, die sie mit dem Abitur abschloss und anschließend 2002 für das Studium nach Hamburg an die Hochschule für Musik und Theater ging. Ihr Violinstudium in der Klasse von Prof. Petru Munteanu schloss sie 2007 ab und studierte anschließend das Konzertexamen an der Hochschule für Künste Bremen bei Katrin Scholz.
Sie ist Mitglied des Deutschen Komponistenverbandes sowie der GEDOK-Hamburg.

## Musik und Komposition
Ihre gesamte Jugend hindurch erhielt sie fortlaufend Geigen- und Kompositionsunterricht. Im Alter von 16 Jahren debütierte sie als Solistin mit dem Orchester der Baltischen Philharmonie in Danzig und führt ihre solistische Tätigkeit mit vielen weiteren Orchestern bis heute fort.
Obwohl sie kein Studium der Komposition absolviert hat, hat das Komponieren für sie einen ebenso hohen Stellenwert wie das Instrumentalspiel. Sowohl als Instrumentalmusikerin als auch als Komponistin ist sie bei nationalen wie auch internationalen Wettbewerben gleichermaßen ausgezeichnet worden. Unter anderem ist 2014 ihre CD mit Stücken für Violine und Klavier des Komponisten Mieczysław Weinberg für den polnischen Fryderyk Musikpreis in der Kategorie Kammermusik nominiert worden.
Ihre Musik ist stilistisch den Experimenten und Eigenarten der Neuen Musik zuzuordnen, orientiert sich aber auch zum Teil an der Jüdischen Kultur, mit der ihre Familiengeschichte, zum Teil auf tragische Weise, verflochten ist. Dies wird auch an Motiven und Titeln einiger ihrer Werke deutlich.
Mittlerweile ist sie als Komponistin beim Verlag Neue Musik unter Vertrag.

## Auszeichnungen
- 1997: 2. Preis beim internationalen Violinwettbewerb in Goch
- 2001: 1. Preis beim gesamtpolnischen Kammerensamblewettbewerb in Breslau
- 2003: 3. Preis beim Elise Meyer Wettbewerb in Hamburg
- 2008: 3. Preis beim Wettbewerb „Moderne Solo Streicher“ in Bremen
- 2008: Förderpreis bei Jugend Komponiert
- 2008: Bremer Kompositionspreis
- 2009: 5. Preis beim Crossover Composition Award in Manheim

## Diskographie
- 2011: Ludomir Różycki - Violin concerto op. 70
- 2011: Ewelina Nowicka - Musik für Violine und Klavier
- 2013: Mieczysław Weinberg - Works for violin and piano